# Jeux-lès-Bard
Jeux-lès-Bard is een gemeente in het Franse departement Côte-d'Or (regio Bourgogne-Franche-Comté) en telt 52 inwoners (2009). De plaats maakt deel uit van het arrondissement Montbard.

## Geografie
De oppervlakte van Jeux-lès-Bard bedraagt 3,2 km², de bevolkingsdichtheid is dus 16,3 inwoners per km².
De onderstaande kaart toont de ligging van Jeux-lès-Bard met de belangrijkste infrastructuur en aangrenzende gemeenten.

## Demografie
Onderstaande figuur toont het verloop van het inwonertal (bron: INSEE-tellingen).